# 一妻多夫制

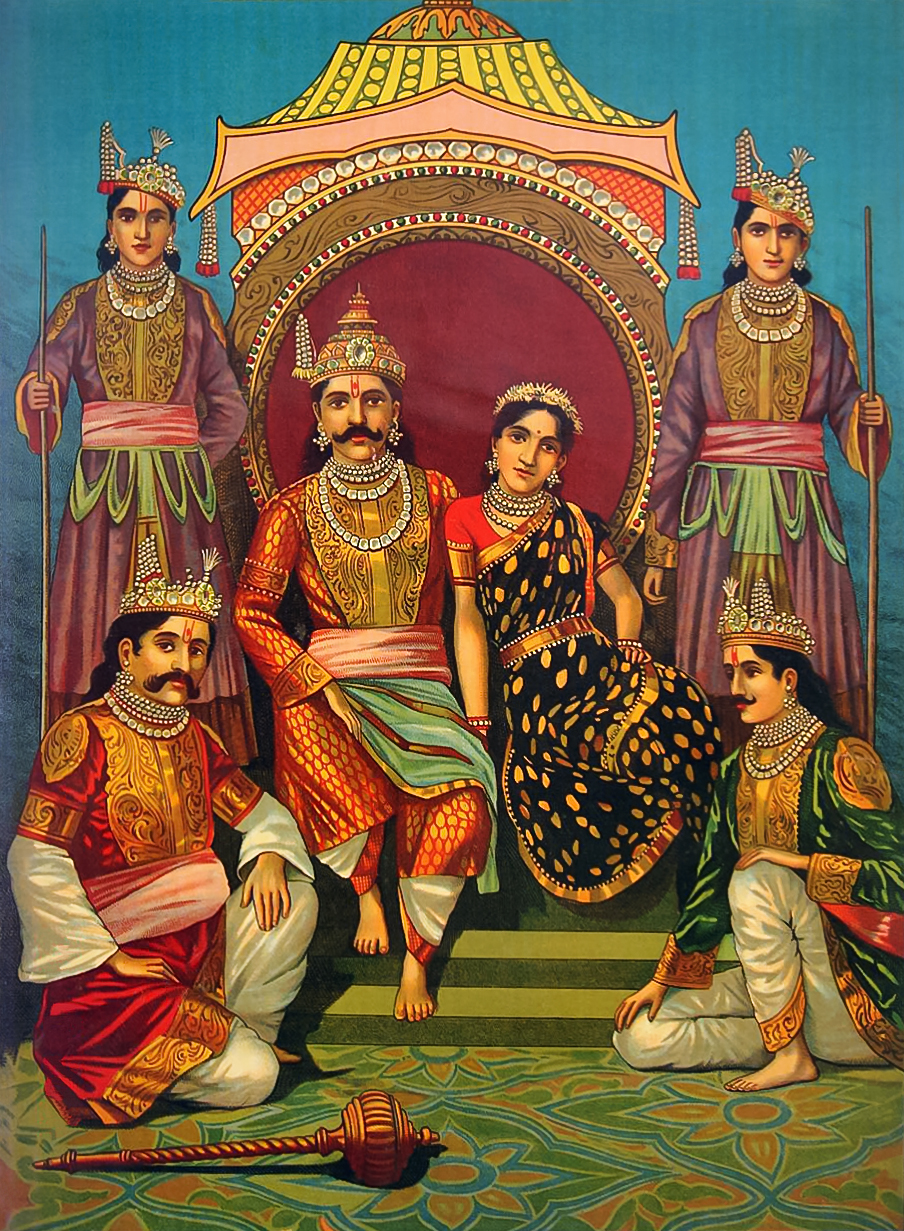
『マハーバーラタ』に登場する女性ドラウパディーとその夫たちパーンダヴァ五兄弟

一妻多夫制（いっさいたふせい）は、1人の女性が複数の男性との結婚が可能、または奨励されている結婚制度。
雌が複数の雄と交尾する配偶システム。雄に育児を任せることも多い。ポリアンドリー。一夫多妻制（ポリジニー）と合わせ、複婚（ポリガミー）の一部である。
人間のみならず鳥類・哺乳類全体を見ても、基本的には比較的少ない配偶システムである。
主に2つの形態がある。
- 父性一妻多夫制 (fraternal polyandry) - 兄弟が1人の女性と結婚する。
- 非父性一妻多夫制 (non-fraternal polyandry) - 夫に親族関係はない。

## 概要
この制度が見られる条件としては、
- 間引きにより男性の人口が女性に比して過度に多い場合。
- 経済的に貧しい地域である。すなわち1人の女性とその子供を1人の男性の経済力によって養うことが非常に難しく、複数の男性で支えることにより女性の生活と子供の成長を保証できる。

という条件が必要な場合が多い。また、制度として一妻多夫が存在する社会においても、夫に親族関係のない非父性一妻多夫に比べると、兄弟や血縁のある男性が、1人の妻と結婚する父性一妻多夫制という形態の方が、比較的多い。
このような婚姻形態が、過去の人類においてどの程度一般的であったのかは、人類学者の中でも議論が分かれている。
実際に一妻多夫制が観察されることはまれであるが、それは世界各国の大部分の伝統社会が帝国主義の影響により徹底的に変更もしくは破壊されたためであるという指摘がある。かつての人類社会における一妻多夫制の頻度については正確に推測することである。
多くの国で非合法化されているが、伝統的であった地域では社会的に受け入れられる場合が多い。
男性は得た配偶者の数が繁殖の成功度、すなわち子供の数に直結するが、女性は配偶相手の数を増やしたとしても直接に繁殖成功度に結びつくわけではないので、女性が多くの配偶者を求める進化的な淘汰圧は働かなかったと考えられている。しかし、一妻多夫制をとったとき、生まれる子供の生存率が高いことが、野外観察や実験データから示されている。
オーストラリア国立大学のフィッシャー博士らは、一妻多夫制（多夫多妻制）が種の繁栄に有効であるという根拠を得るため、オーストラリアに暮らす有袋類「チャアンテキヌス」を実験的に交配させた。この動物は生涯一度しか繁殖期をもたない。
従来の結果通り、一妻多夫制（多夫多妻制）をとって生まれた子供の生存率は、一夫一妻制にくらべ約3倍も高かった。そしてDNA解析を行ったところ、精子競争に高率で勝つ雄の子供は、より高い生命力をもつことが判明したのである。一妻多夫制（多夫多妻制）が種の繁栄に有効なのは、精子の高受精率を誇る雄ほど生命力の強い子供を残すためであると博士らは述べている。
カトリック教会はこの制度が見られた世界では女性による幼児殺害が多く見られたとしている。

## 事例

### 人間
一妻多夫は減少傾向にあるが、ヒマラヤ近辺では通常の結婚制度である。
チベット、インドの南の一部の地方、ナイジェリア、ネパール、ブータン、スリランカ、北極圏の一部、モンゴル地方、アフリカとアメリカ州の先住民、ポリネシアの複数の共同体で、伝統的な制度として現在でも存続している。実態は一妻多夫というよりは多夫多妻、いわゆる乱婚と称したほうが正確な地域もある。
江戸時代の江戸においては人口比が圧倒的に男性が多く、町人においては結婚できる者が限られていた。そのため、長屋の住人は1人の女性が長屋の他の男性とも関係しており、実質的な一妻多夫制によって町内の連帯が保たれていたという説がある。
1970年代の米国において見られたヒッピー文化であるコミューンにおいては、伝統的に男性中心の社会の多くで見られる、1人の男性が1人の女性だけに縛られないことをある程度許容する制度と同じように、1人の女性が1人の男性だけに縛られないための試みが見られた。
ポリアモリー運動の一部は、この伝統からの流れを汲んでいる。

### 動物
動物の配偶システムの中で、1頭の雌に複数の雄が集まって配偶行動を行う場合もこう呼ぶ場合がある。モリアオガエルなどに見られる。ミツバチも配偶者の雄を次々変えるので一妻多夫と言われることもある。
脊椎動物ではタマシギやアカエリヒレアシシギが一妻多夫型の繁殖パターンを持っており、鳥類全体の約0.4パーセントは一妻多夫型である。
完全な一妻多夫制を持つ生物としてはチョウチンアンコウが挙げられ、1匹の雌が多数の雄を養うという意味でも完全である。